# Masamagrell
Massamagrell es un municipio y localidad española de la provincia de Valencia, en la Comunidad Valenciana. El término municipal, ubicado en la comarca de la Huerta Norte y en la primera corona del área metropolitana de Valencia, cuenta con una población de 17 216 habitantes (INE 2024).

## Toponimia
El topónimo es bastante discutido. Hay quien ve una base netamente árabe, derivando de منزل ألغريل (manzil al-Grīl) que significaría «parador de al-Gril o de Agrel». Otros autores defienden un origen mixto, derivando el segundo término de مغرال (Magrāl) que sería bien un nombre propio o bien un apodo (delgadito o flacucho, del latín clásico macer, «delgado»). Por último, también hay quien defiende un origen puramente romance, derivando del bajo latín mansion[e] Macrel[i], que significaría «casa de Magrel». El nombre del lugar puede encontrarse referido con las grafías Masamagrell y Massamagrell.

## Geografía
Está situado en la comarca de Huerta Norte, a 15 km de la capital provincial. El término tiene una forma poligonal muy irregular y alargada, que alcanza desde el mar Mediterráneo hasta el interior de secano. El terreno es completamente llano, salvo en la zona situada al oeste de la población, en donde se levantan unas pequeñas lomas que apenas alcanzan los 40 m de altitud. El suelo está constituido por depósitos cuaternarios pertenecientes al holoceno. Junto a la costa, con una playa de apenas 100 m de longitud, queda una zona de marjal.
Se accede a esta localidad desde Valencia, por carretera, tomando la V-21 para enlazar con la CV-300. También se puede acceder a través de la línea 3 de Metro Valencia.
Limita con los términos municipales de Rafelbuñol, Puebla de Farnals, Museros, Masalfasar, Valencia (enclave) y el mar Mediterráneo.

## Historia
Se han encontrado restos de época romana en la loma de Baiona, cerca del límite con Museros. Sin embargo, el origen del núcleo actual data de época andalusí. Fue una alquería que, tras la conquista, fue concedida por el rey Jaime I a Sancha Pérez de Aguilar en 1238, pero luego se la cambió por otra y dio la de Massamagrell a Sánchez Vera, Pedro Eximén y Fortún Sánchez.
En 1271 se otorgó carta-puebla, teniendo el dominio la Orden de Calatrava. En 1392, el rey transfirió los derechos que conservaba a Raimundo Boïl, cuya familia obtuvo años después, en 1426, también los de Calatrava y once años más tarde la jurisdicción criminal. El marqués de Dos Aguas fue su último señor territorial.
Tenía 105 casas (500 habitantes) en 1646, casi medio siglo después de que los moriscos fueran expulsados. En 1794, contaba ya con 230 casas (más de 1000 habitantes). A mediados del siglo XIX, el lugar tenía contabilizada una población de 1207 habitantes. Aparece descrito en el decimoprimer volumen del Diccionario geográfico-estadístico-histórico de España y sus posesiones de Ultramar de Pascual Madoz de la siguiente manera:

MASAMAGRELL: l. con ayunt. de la prov., aud. terr., c. g. y dióc. de Valencia (1 3/4 leg.), part. jud. de Murviedro (2 1/4). sit. en terreno llano á 1/2 hora del mar sobre la carretera de Cataluña; le baten todos los vientos; su clima es emplado, y las enfermedades mas comunes inflamaciones y tercianas. Tiene 260 casas, que forman 6 calles y 1 plaza; casa de ayunt.; cárcel, hospital de pobres, escuela de ninos á la que concurren 40, dotada con 2,000 rs.; otra de niñas asistida por 60, con 1,300 rs. de dotacion; igl. parr. (San Juan Evangelista) de 2.º ascenso, servida por un cura de patronato del señor marques de Dos-Aguas, y de la que son anejos 
Puebla de Farnals, Masalfasar y Albuixech, y un cementerio inmediato a la igl. parr. Confina el térm. por N. con Puebla de Farnals; E. el mar; S. Masalfasar y Museros, y O. Moncada; su estension de N. á S. 1/2 leg. y 1 de E. á O. En él hay esparcidas algunas barracas y casas de campo, un cabezo suelto llamado els chermanells, cultivado y plantado de algarrobos, y varias fuentes. El terreno es de huerta ó regadío bastante feraz. caminos: la carretera general de Valencia á Aragón y Cataluña pasa por el centro del pueblo, en buen estado. El correo se recibe de Valencia por un ordinario 3 veces á la semana. prod.: trigo, maiz, vino, aceite, arroz, alubias, habas, frutas y legumbres; mantiene ganado lanar para el abasto del pueblo. ind.: la agrícola, algunas fáb. de aguardiente, 3 molinos harineros y 2 tiendas abacerías. pobl.: 300 vec., 1,207 alm. cap. prod.: 2.272,127 imp.: 77,956. contr.: 39,984. El presupuesto municipal asciende á 14,166 rs. 16 mrs., de los que se pagan 1,800 al secretario de ayunt., y se cubre de propios y arbitrios del arriendo de la tienda abacería, pesos y medidas, taberna y las carnes.
(Madoz, 1848, p. 279)

En 1897, la población alcanzaba los 2852 habitantes. En el catastro de Massamagrell aparece en 1880 la referencia a la Cueva Mansergas. Las casas cueva surgieron por necesidad, para ser usadas como vivienda. Bastaba con comprar o alquilar a bajo precio una pequeña superficie y cavar un subterráneo que se podía ensanchar y profundizar. La única que se conserva actualmente es la Cueva Mansergas. Está situada en el número 54 de la avenida Serra, en el barrio de la Magdalena. El censo oficial de 1900 arrojaba la cifra de 2613 habitantes. Por ello, Massamagrell es el pueblo con el casco antiguo más extenso de todos los que componen la Huerta Norte.

### Segunda República
El 14 de abril de 1931, y tras las elecciones del día 12, se declara la Segunda  República Española. En la comarca de la Huerta Norte tuvo muy buen recibimiento y fue festejado por todos los vecinos en algunos pueblos como Albalat dels Sorells.
Durante los dos años que duró la República se realizaron diferentes reformas, desde reformas agrarias y laborales hasta religiosas. Esta última provocó diferentes problemas en las localidades de la comarca, especialmente en Masamagrell, donde se prohibieron los entierros ya que eran considerados manifiestos públicos de culto religioso. Los vecinos pretendían enterrar a una mujer fallecida el 22 de marzo de 1932, y tras hablar con el Gobernador Civil, Luis Dopo Marchori, este les permitió realizar el entierro, con más de 150 personas paseando con la cruz y cantando cánticos a favor de Cristo Rey.
Este hecho se convirtió en una revuelta hostil en la plaza del Ayuntamiento de la localidad, donde muchos vecinos protestaron a favor de la vuelta de la religión. Tanto el alcalde, Francesc Eres, como el Gobernador Civil, Luis Dopo Marchori, se refugiaron en un edificio consistorial ante la batalla que se estaba viviendo. Como consecuencia de los hechos, falleció una persona y otros fueron gravemente heridos.

### Represión franquista
Hacia marzo de 1939 y finalizando la guerra, los sublevados avanzaron hasta Valencia entrando en pueblos de la huerta con extrema violencia como es el caso de Masamagrell. El 31 de mayo de 1939 el ejército franquista asesinó a Valentí Vallejo en el Convento de la Magdalena.
En la época franquista el pueblo de Masamagrell vivió una política represiva, se redactó una lista de militantes y personas a favor de la República y sindicatos para llevar a cabo detenciones masivas. Además, con la llegada del nuevo alcalde Josep Climente Martorell como segundo alcalde franquista, se hicieron informes negativos sobre personas anti franquistas que posteriormente serían detenidas en calabozos donde recibieron grandes palizas.
Los fusilamientos también se dieron en la Huerta Norte, concretamente en Massamagrell hubo 39.

## Demografía
Masamagrell cuenta con una población de 17 216 habitantes (INE 2024).
| Gráfica de evolución demográfica de Massamagrell entre 1842 y 2021                                                  |
| |
| Población de derecho según los censos de población del INE Población de hecho según los censos de población del INE |

## Economía
La industria, el comercio y los servicios rivalizan con la agricultura como fuente de riqueza, y a ellos se debe el fuerte aumento de población experimentado en los últimos años. Los últimos datos de 2020 apuntan a que la superficie de cultivo es de un 82,5 % en cítricos, 4,7 % en frutas, 9,7 % en hortalizas, 1,2 % en tubérculos y 1,6 % en flores y plantas. La ganadería alcanzaba cierta importancia en el sector porcino y avícola. A pesar de tener costa (300 m aprox.), no se practica la pesca.
La agricultura fue desde mitades del siglo XX la mayor fuente económica de la localidad, la mayoría de los habitantes se dedicaban al cultivo de alimentos. Durante la segunda mitad del siglo, los avances tecnológicos también llegaron a Masamagrell y el sector secundario y terciario empezaron a tener más importancia, además, la localidad ha experimentado un gran cambio en relación con el comercio e industria.

## Comunicaciones
Masamagrell está ubicado al norte de la capital del Turia, cuenta con varios medios de transportes que unen en diferentes puntos de la comarca.

### Metro y MetroBús
- Artículo principal: Metrovalencia
- Artículo principal: Autobuses Metropolitanos de Valencia (MetroBus)

A la localidad llega la línea 3 del Metro València con una frecuencia de 15 minutos en días laborables, en dirección a Aeroport o a Rafelbuñol. En cuanto autobús encontramos que la empresa AVSA, da servicio con varias líneas del MetroBús que unen València con la capital del Morvendre que es Sagunto.

### Autobús urbano
Desde hace unos años, la localidad cuenta con un servicio de autobús urbano que funciona los días laborales y los sábados por la mañana. Tiene una frecuencia de 30 minutos, y el primer autobús que da el servicio es 7 de la mañana hasta las 20 horas. Mientras los sábados empieza a las 9 de la mañana y termina 13:30. La empresa que realiza el servicio es Autos Vallduxense (AVSA) y el vehículo es una Mercedes O816 Unvi Compa.
El recorrido es el siguiente: C/ Claveles - C/ Rosales - C/ Buenavista - Camp de Futbol - Av. Valencia - C/ Sol - Av. Virgen del Rosario - Av. Raval - 4 Cantons - C/ Marina Pineda - Cap del Poble - C/ Metges - Pl. Martinez Beneyto - Cementerio - Bonaire - C/ Claveles.
En verano hace varias expediciones a la playa de la Pobla de Farnals.

## Alcaldía y elecciones locales
La actual alcaldesa es Pilar Peris Barres (PP)
| Elecciones municipales del 28 de mayo de 2023 | Elecciones municipales del 28 de mayo de 2023 | Elecciones municipales del 28 de mayo de 2023 | Elecciones municipales del 28 de mayo de 2023 | Elecciones municipales del 28 de mayo de 2023 |
| Partido                                       | Votos                                         | Votos                                         | Concejales                                    |                                               |
| --------------------------------------------- | --------------------------------------------- | --------------------------------------------- | --------------------------------------------- | --------------------------------------------- |
| PSOE                                          | 2504                                          | 30,02 %                                       | 6                                             |                                               |
| PP                                            | 2442                                          | 29,28 %                                       | 6                                             |                                               |
| VPM                                           | 1042                                          | 12,49 %                                       | 2                                             |                                               |
| Compromis                                     | 1037                                          | 12,47 %                                       | 2                                             |                                               |
| Vox                                           | 680                                           | 8,15 %                                        | 1                                             |                                               |
| UP                                            | 288                                           | 3,45 %                                        | 0                                             |                                               |
| Ciudadanos                                    | 239                                           | 2,86 %                                        | 0                                             |                                               |

Han ostentado el cargo de alcalde las siguientes personas:
| Periodo   | Nombre | Partido             |
| --------- | --- | ------------------- |
| 1979-1983 | José María Izquierdo Soro                                                                                     | PCE                 |
| 1983-1987 | José María Izquierdo Soro                                                                                     | PCE                 |
| 1987-1991 | Vicent Campos Oltra                                                                                           | PSPV-PSOE           |
| 1991-1995 | Vicent Campos Oltra                                                                                           | PSPV-PSOE           |
| 1995-1999 | José Miguel Trujillo Bernalte (1995-1998) Dominique François Herrouin (1998-1999)                             | PP                  |
| 1999-2003 | Edmundo Boria Bolinches (1999-2001) Maria Montserrat Gude Corbi (2001-2002) Miguel Bailach Luengo (2002-2003) | PSPV-PSOE IEM PP    |
| 2003-2007 | Miguel Bailach Luengo                                                                                         | PP                  |
| 2007-2011 | Miguel Bailach Luengo                                                                                         | PP                  |
| 2011-2015 | Miguel Bailach Luengo                                                                                         | PP                  |
| 2015-2019 | Paco Gómez Laserna (2015-2017) Pep Galarza Planes (2017-2019)                                                 | PSPV-PSOE Compromís |
| 2019-2023 | Paco Gómez Laserna                                                                                            | PSPV-PSOE           |
| 2023-2025 | Pilar Peris Barres                                                                                            | PP                  |
| 2025-2027 | Paco Gómez Laserna                                                                                            | PSPV-PSOE           |

## Ruptura del pacto municipal (junio de 2025)
En junio de 2025, se produjo un importante giro político en el Ajuntamento de Massamagrell, en la comarca de l’Horta Nord:
- Durante la legislatura iniciada tras las elecciones de mayo de 2023, PP, Veïns per Massamagrell (VPM) y Vox pactaron un gobierno de coalición con alternancia en la alcaldía: Pilar Peris (PP) ocuparía los primeros dos años, seguida por Juan Zamorano (VPM) 5.
- Sin embargo, el pleno extraordinario del 14 de junio de 2025, tras la renuncia de Peris, resultó sorpresivo: el único concejal de Vox, José Manuel Palanca, decidió votar por sí mismo en lugar de apoyar a Zamorano, dinamitando el pacto original.
- Como consecuencia, ningún candidato obtuvo mayoría absoluta, lo que activó el mecanismo legal que otorga la alcaldía al cabeza de la lista más votada (PSPV–PSOE). En este caso, Paco Gómez retomó el cargo de alcalde.
- Vox, a través de Palanca, justificó su decisión alegando que Veïns había rechazado negociar el 5 % restante de medidas programáticas y salariales propuestas para garantizar una "gobernabilidad eficaz".
- Veïns, por su parte, acusó a Vox de romper unilateralmente el acuerdo con exigencias consideradas "inaceptables", que incluían un aumento salarial, una tenencia de alcaldía y modificaciones en concejalías o nomenclaturas.
- Tras la votación, Paco Gómez—quien ya había gobernado entre 2015 y 2017 y entre 2019 y 2023—anunció su intención de buscar pactos con Compromís y Veïns para asegurar la estabilidad del gobierno municipal.

Puedes leer la noticia completa en los siguientes periódicos:
 Vuelco en la alcaldía de Massamagrell - Levante-EMV
Vox: "Si hoy hay un alcalde del PSOE es porque Veïns lo ha querido" - Europapress
Massamagrell reconfigura su gobierno: PSPV y Compromís sellan un pacto y Veïns se queda fuera -Valenciaplaza

En la XII legislatura, la corporación municipal  está compuesta de la siguiente forma:
| Corporación municipal Massamagrell ¡¡NO ACTUALIZADA!! | Corporación municipal Massamagrell ¡¡NO ACTUALIZADA!! | Corporación municipal Massamagrell ¡¡NO ACTUALIZADA!! |
| ----------------------------------------------------- | ----------------------------------------------------- | ----------------------------------------------------- |
| Partidos políticos                                    |                                                       | PP                                                    |
| Partidos políticos                                    | VEÏNS                                                 |                                                       |
| Partidos políticos                                    | Vox                                                   |                                                       |
| Cargo                                                 | Titular                                               | Titular                                               |
| Alcaldesa                                             |                                                       | Pilar Peris Barres                                    |
| Servicios Sociales y Comunicación                     |                                                       | Pablo Casas García                                    |
| Fiestas                                               |                                                       | Juan Manuel Romero zambrana                           |
| Educación                                             |                                                       | Ana Abel Moreno Calvo                                 |
| Economía y Hacienda                                   |                                                       | Miguel Bailach Luengo                                 |
| Sanidad y Medio Ambiente                              |                                                       | María José Sánchez Benito                             |
| Deportes, Policía y Protección Civil                  |                                                       | Juan Zamorano Carbonell                               |
| Urbanismo e Igualdad                                  |                                                       | Milagros Sánchez Benito                               |
| Cultura y Comercio                                    |                                                       | José Manuel Palanca Navarro                           |

## Educación
En Masamagrell se puede encontrar numerosos servicios relativos a la educación de cualquier tipo o clase.
- La Escuela de Formación de Personas Adultas (FPA).
- La custodia, limpieza y mantenimiento de los Centros Escolares de Educación Infantil y Primaria de la localidad.
- El Gabinete Psicopedagógico municipal que atiende al alumnado y a las familias de los Centros Escolares.
- Tramitación del proceso de escolarización en los Centros Escolares de la población durante el período extraordinario.
- Coordinación en materia de absentismo escolar desde Ed. Infantil hasta Ed.Secundaria.
- Tramitación de las Becas estudiantiles de todas las etapas educativas.
- Cualquier tema relacionado con los Centros docentes y con la coordinación de la Consellería de Educación.

## Patrimonio

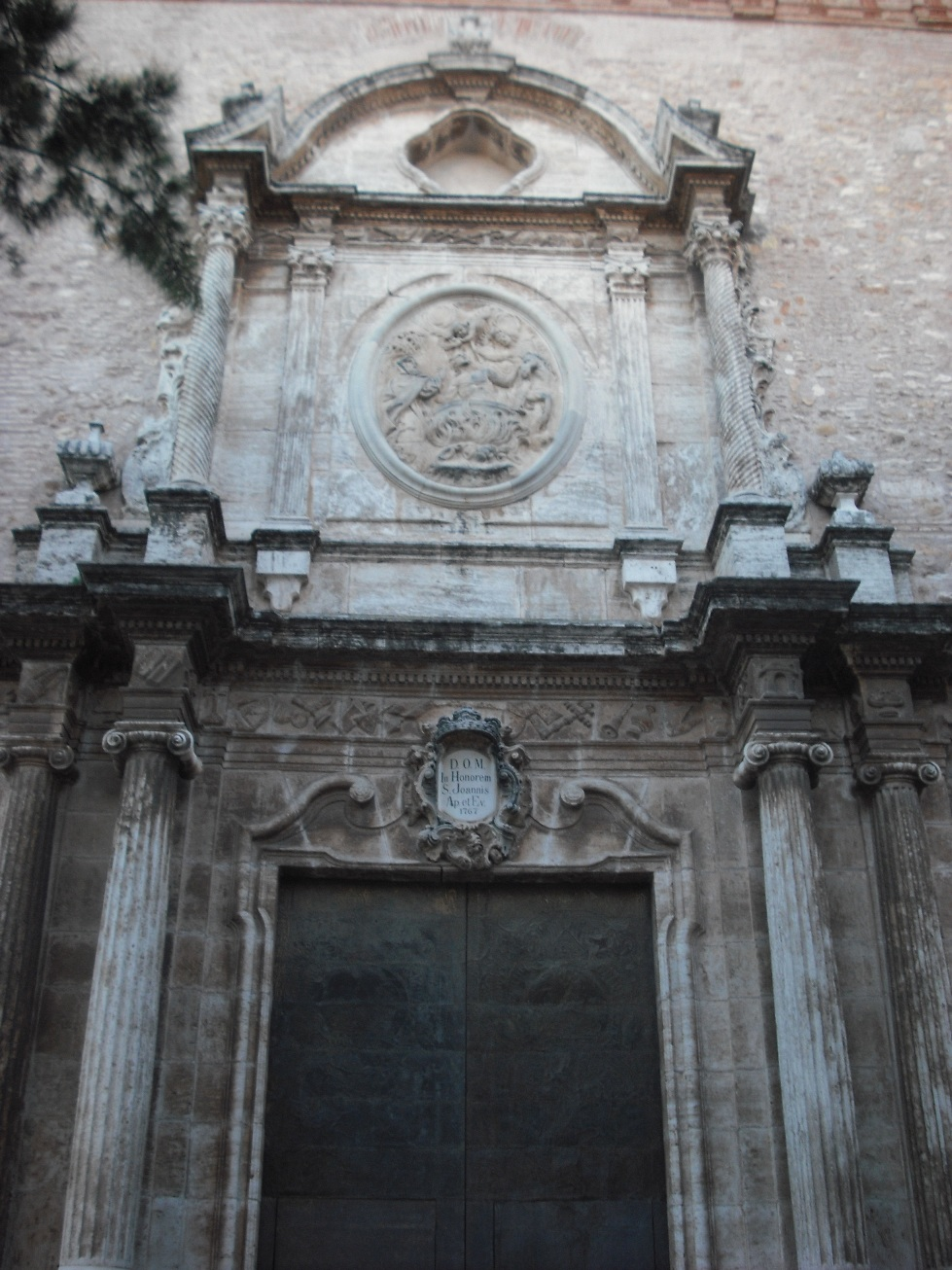
Portada de la iglesia de San Juan Evangelista

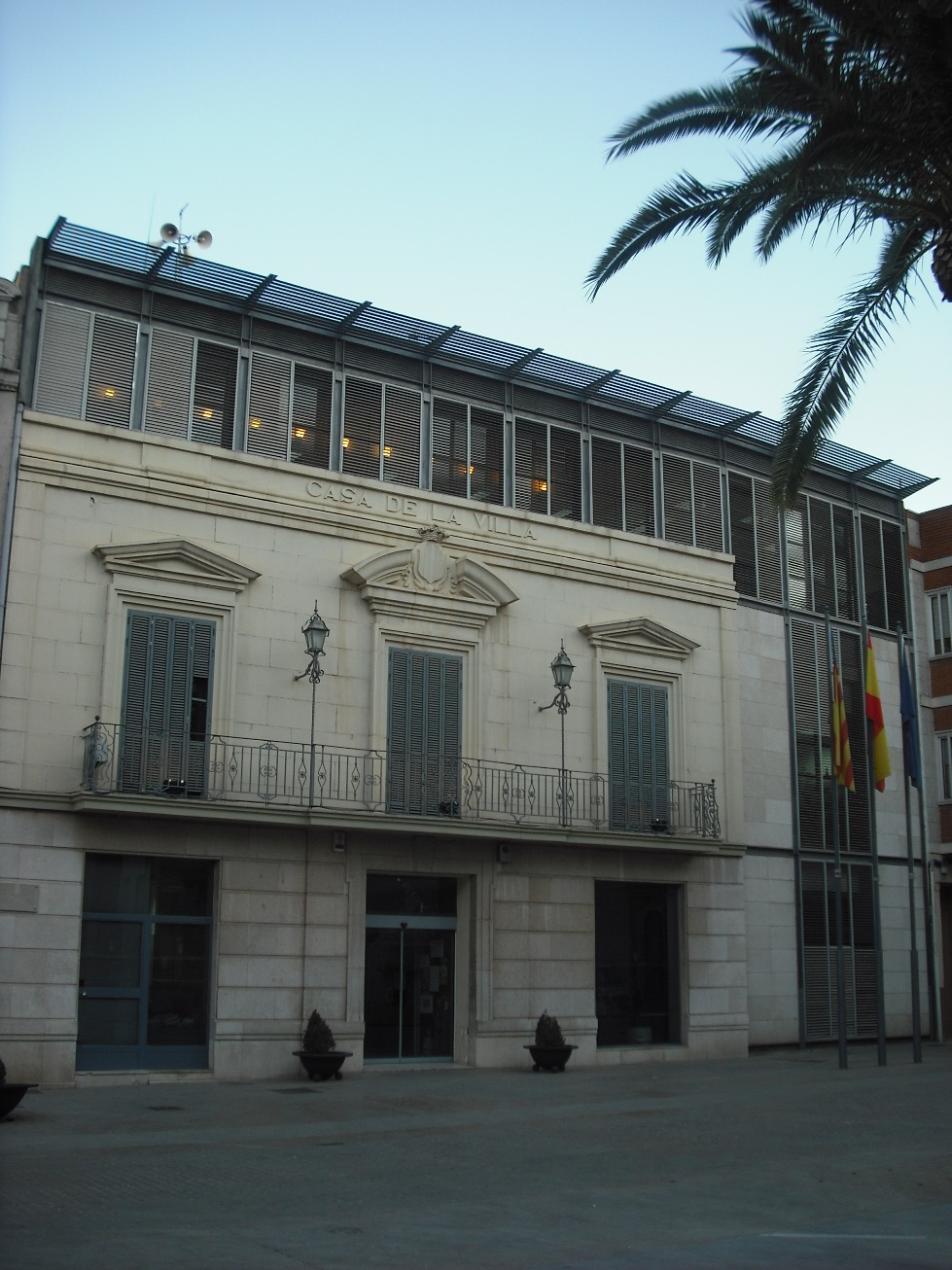
Casa consistorial

Algunos sitios de interés en Masamagrell son los siguientes:

### Iglesia Parroquial de San Juan apóstol y Evangelista
Iglesia parroquial. Está dedicada a San Juan Evangelista. Es espaciosa, claustral, con hermosa fachada Rococó a la que se accede por varios escalones y campanario cuadrado.
La iglesia parroquial de San Juan Apóstol es uno de los monumentos más importantes de la localidad situada en la huerta norte y es conocida como “la catedral de l’Horta”, se halla en la plaza de la Constitución.
Arquitectónicamente es una obra de estilo neoclásico, sus grandes ventanas aportan gran luminosidad y en la fachada principal podemos encontrar las columnas corintias en la parte baja y salomónicas en la parte superior, entre ellas vemos una figura de un florón fechado en 1797. La bóveda de cañón está formada por fajones que se abren en cuatro tramos junto con unos pilares con decoración geométrica y elementos denticulares por toda la iglesia. En la cúpula están representados por D. Juan: Carmen Pichastor, Monseñor Roca, Padre Luis Amigó, Francisco de Orihuela y a los reyes, en forma de representación simbólica de Cristo.
Tras la Guerra Civil, la iglesia sufrió grandes daños pero gracias a las ayudas económicas, se reconstruyó el interior con una gran capilla con una esculpida imagen de la Virgen de Carmen, además de unos ángeles sujetando un racimo de uva a cada lado. En la iglesia podemos encontrar diferentes altares dedicados a : Virgen de Lourdes, Sagrado Corazón de Jesús, San Antonio Abad, San Francisco de Asís o la Virgen de los Dolores, entre otros.

### Convento de la Magdalena
Fue fundado por los Padres Capuchinos en el año 1596. En la construcción podemos encontrar la antigua ermita de la Magdalena, la iglesia, el antiguo seminario y la zona más antigua del convento. Se ha establecido la fecha de construcción de la ermita en el siglo XV, más tarde se construiría el convento durante los próximos siglos.
En cuanto a la decoración podemos decir que es sencilla, con imágenes y representaciones de Santa María Magdalena y de la Inmaculada. El convento se divide en diferentes zonas, desde la biblioteca o museo religioso hasta ermita o cementerio.

### Monumento al Padre Luis
Monumento al Padre Luis. En él aparece el padre Luis Amigó junto a dos niños y una niña. La obra es del escultor José Esteve Edo y fue inaugurada el 17 de octubre de 1954. Luis Amigó nació en 1854 en Masamagrell y fue el cuarto de siete hermanos. Perteneció a la Orden de los Capuchinos y fundó diferentes congregaciones religiosas. Tuvo una educación muy religiosa, en parte por las enseñanzas de su madre y todo lo que le inculcó. Ingresó en un convento de españoles de la Orden de Frailes Menores Capuchinos y en una ceremonia celebrada el segundo domingo de Pascua anotó el nombre de Fray Luis de Massamagrell. Tras una larga vida dedicado a la teología, que le llevó a recorrer diferentes lugares de España como Andalucía o Toledo, falleció el 1 de octubre de 1934 en Godella.

### Convento Hermanas Terciarias Capuchinas
Situado en la plaza Jesús ( Masamagrell), este convento fue fundado por Luis Amigó, su generosidad le inclinaba a satisfacer las necesidades del prójimo en escuelas o hospitales, por ello, creó esta fundación. En 1885 y tras la epidemia de cólera las Hermanas se trasladaron hasta Masamagrell desde Montiel al ver el desamparo que sufrían algunos niños huérfanos y se creó la Congregación que más tarde iría expandiéndose por toda España.

## Fiestas
Algunas fiestas y celebraciones que podemos encontrar en Masamagrell a lo largo del año son las siguientes:
- Festividad de San Antonio Abad o Sant Antoni del Porquet (enero): Se encuentra la bendición de los Animales, así como la tradicional Caldera (comida popular valenciana). También la quema de la Foguera, los actos pirotécnicos, y los Bous al carrer.
- Fallas. Marzo es el mes de las Fallas. Existen un total de siete Comisiones Falleras, formadas por más de 2000 Falleros y Falleras. Son típicos los trajes, las mascletàs, los castillos de fuegos artificiales, los pasacalles y la Ofrenda a la Virgen de los Desamparados. El fuego, con la tradicional cremà la noche de San José, convierte en cenizas los siete monumentos falleros.     Las comisiones falleras de la localidad son: Falla plaza Inmaculada, Falla el Tro, Falla Les Casetes, Falla L'Amistat, Falla Rei en Jaume, Falla la Raval y Falla Mas de Grell.[28]
- Semana Santa. En abril se celebra la Semana Santa del barrio de la Magdalena, donde existen numerosas cofradías que sacan sus pasos en procesión.
- Fiestas fundacionales Se celebran durante el fin de semana más próximo al 17 de julio, para conmemorar el aniversario de la fundación de Masamagrell, cuya Carta Puebla fue otorgada el 17 de julio de 1271 por la orden de Calatrava. Hay Feria, Zona Gastronómica, conciertos y disco-móviles.
- Fiestas Mayores del barrio de la Magdalena. Durante la semana del 15 de agosto, este núcleo de la población realiza procesiones, verbenas, discomóviles, paellas, etc.
- Fiestas Mayores. La semana de fiestas Mayores, que normalmente discurre durante la última semana de septiembre, se inicia con el Pregón de fiestas y en ella se suceden verbenas, disco-móviles, conciertos, cenas populares, el baile de disfraces y los toros. Otros actos son las paellas y la torrà, que se realizan por la noche. Además, también están las procesiones y actos religiosos que se celebran en honor a sus patronos, la Virgen del Rosario y San Juan Evangelista, así como al Cristo del Consuelo y a la Inmaculada Concepción.
- San Francisco de Asís Octubre: Otra de las tradicionales fiestas religiosas se celebra en este mes. En octubre, en el barrio de “San Francisco”, se realizan actos lúdicos, festivos y religiosos en honor a San Francisco de Asís.

## Gastronomía
- Calderes. Plato también conocido como "arroz con judias y nabos", hecho con cerdo, nabos, arroz y judías principalmente.[29]
- Paella. Durante las "Festes majors" se celebra la "Noche de paellas"
- "Torrà". Barbacoa valenciana con carne de cordero, costillar o pierna finamente cortada.[29]
- Pastissets de boniato. Dulces típicos de Navidad.
- "Rosquilletes". Muy típicas las que tienen "llavoretes".
- Satgí. Dulce típico en Pascua, hecho con mantequilla de cerdo.[29]
- Rollets d'anís. Dulce hecho principalmente con anís.
- Coca Cristiana. Elaborada con almendra.
- Rotllo de "Sant Blai". Típico en el día de Sant Blai.[29]

## Instalaciones deportivas
Masamagrell cuenta con numerosas instalaciones deportivas las cuales ofertan diferentes tipos de deportes, tanto colectivos como individuales. Gracias a esto, se pueden realizar una gran variedad de actividades deportivas.
- Polideportivo municipal: (C/ Molí de baix)

Cuenta con instalaciones: baloncesto, futbol sala, pádel y frontenis.
- Piscina municipal: (Av. Magdalena)

Abierta en la temporada de verano. Cuenta con dos piscinas: una grande y una pequeña.
- Campo de fútbol municipal. (Av. Náquera)
- Mini trinquete municipal: (C/ Molí de baix)
- Calle de la galotxa: (Av. Náquera)

Uso restringido IES Massamagrell
- One Wall: (C/ Jacinto Benavente s/n)

Cuenta con dos frontones de One Wall, pista de baloncesto y espacio para boxear.

## Centros culturales[31]
La localidad de Masamagrell tiene diferentes instalaciones culturales que ofrecen diferentes servicios para poder disfrutar de actividades en relacionadas con la cultura y tradición.
- Centro Cultural Joan Fuster i Ortells: (C/ Paseo Rei en Jaume, 4)

Tiene una biblioteca municipal, escuela de música y escuela de pintura. También se realizan grandes ofertas culturales como representaciones escénicas, exposiciones de divisa índole, cine, cuenta cuentos, conciertos, espectáculos de animación y calle, etc.
- Museo municipal Martínez Beneyto: ( C/ Rosari, 22)[32]

Museo donde se encuentra más de un centenar de obras del pintor Juan Bautista Martínez Beneyto, nacido el 29 de mayo de 1922 en la localidad de Masamagrell. Las obras que más destacables son las de los paisajes, desde playas o prados hasta mercados. El horario de visitas es: lunes, miércoles y jueves de 10:00 a 12:00 y de 17:00 a 19:30, los viernes está abierto de 10:00 a 14:00.
- Museo Taurino: ( C/ Cano, 91)[33]

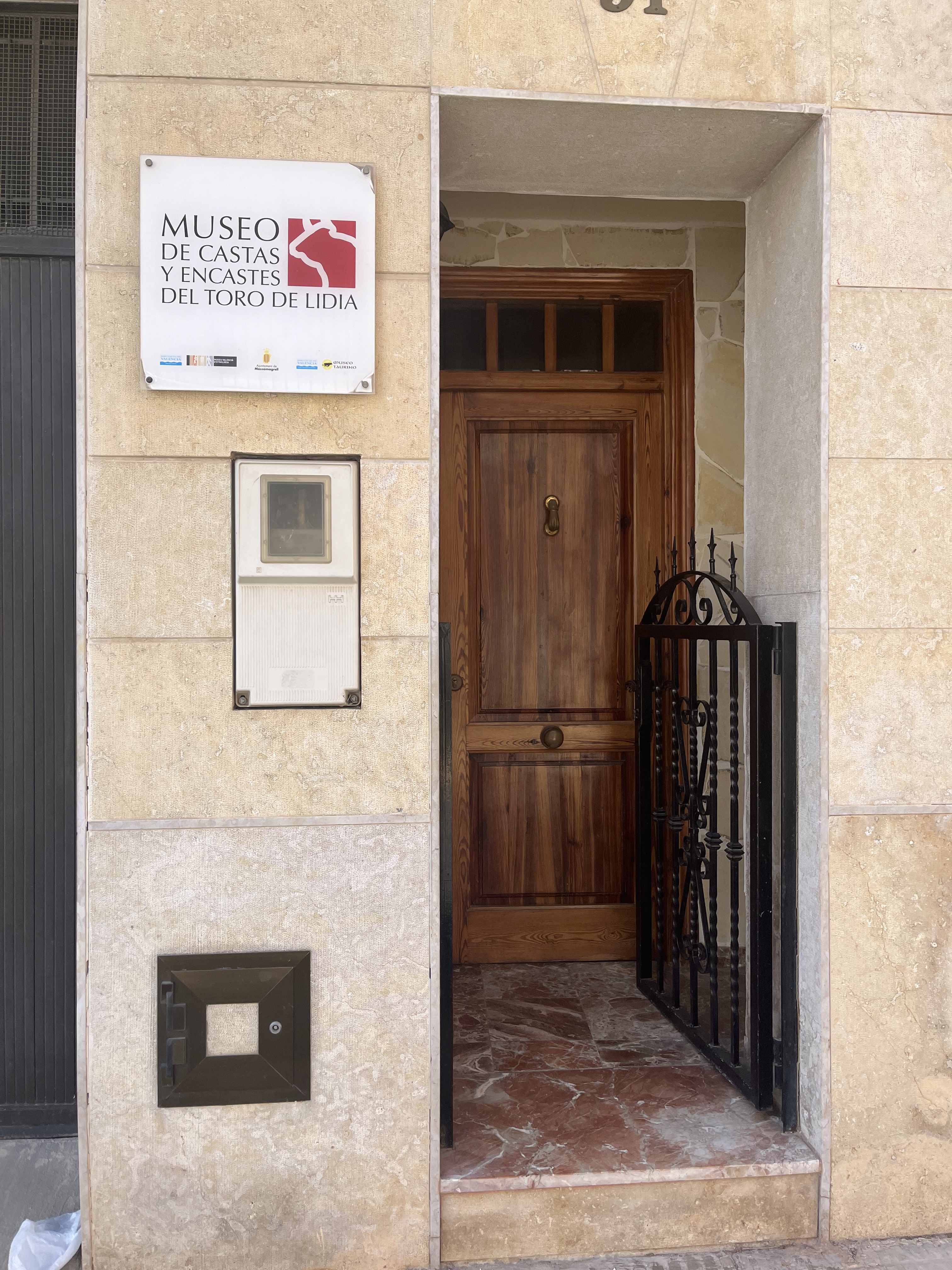
Museo Taurino

Con una colección de ejemplares taurinos de 45 castas, este museo de castas y empotras, fue inaugurado en 2010 y llevado a cabo por Juan Eras Andreu y Pilar Arnau Claramunt.

## Hermanamientos
El municipio está hermanado con la localidad de Salto de Castro (Zamora).[cita requerida]